# (18872) Tammann
(18872) Tammann (1999 VR20) – planetoida z pasa głównego asteroid okrążająca Słońce w ciągu 4,18 lat w średniej odległości 2,6 j.a. Odkryta 8 listopada 1999 roku.